# Wieże widokowe w kraju morawsko-śląskim
W kraju morawsko-śląskim, w Czechach, istnieje 28 wież widokowych, z czego 9 w powiecie Bruntál, 7 w powiecie Frydek-Mistek, 6 w powiecie Nowy Jiczyn, 3 w powiecie Ostrawa, 2 w powiecie Opawa i jedna w powiecie Karwina. Najwyżej położona, jak i najwyższa jest Wieża telewizyjna Praděd, znajdująca się na wysokości 1 492 m n.p.m., o wysokości 162 metrów.

## Lista
| Nazwa                                                      | Zdjęcie | Lokalizacja                                     | Powiat        | Wysokość n.p.m.  | Wysokość wieży  | Rok powstania | Źródło        |
| ---------------------------------------------------------- | ------- | ----------------------------------------------- | ------------- | ---------------- | --------------- | ------------- | ------------- |
| Bezručova vyhlídka                                         |         | Hradec nad Moravicí                             | Opawa         | 380 m n.p.m.     | 4m              | 1890 r.       | [ 2 ]         |
| Bezručova vyhlídka                                         |         | okolice Kopřivnicy                              | Nowy Jiczyn   | 467 m n.p.m.     | 12,9m           | 2012 r.       | [ 3 ]         |
| Wieża widokowa na Białej Górze                             |         | Biała Góra Štramberk                            | Nowy Jiczyn   | 583 m n.p.m.     | 27m             | 2000 r.       | [ 4 ] [ 5 ]   |
| Wieża ciśnień w Boguminie (udostępniona do zwiedzania)     |         | Bogumin                                         | Karwina       | ok. 200 m n.p.m. | 39m             | 2006 r.       | [ 6 ]         |
| Wieża widokowa Cvilin                                      |         | Karniów                                         | Bruntál       | 436 m n.p.m.     | 26m             | 1901-1903 r.  | [ 7 ]         |
| Wieża widokowa na Granicznym Wierchu                       |         | Graniczny Wierch                                | Bruntál       | 536 m n.p.m.     | 25m             | 2011 r.       | [ 8 ] [ 9 ]   |
| Wieża widokowa w Hoszczalkowicach                          |         | Hoszczalkowice, Ostrawa                         | Ostrawa       | ok. 245 m n.p.m. | 8m              | 2011 r.       | [ 10 ]        |
| Wieża widokowa Ježník                                      |         | Karniów                                         | Bruntál       | 552 m n.p.m.     | 17,5m           | 2001 r.       | [ 11 ]        |
| Wieża widokowa Kabatice                                    |         | okolice Zelinkovic                              | Frydek-Mistek | 460 m n.p.m.     | 22,1m           | 2001 r.       | [ 12 ]        |
| Wieża widokowa Kanihůra                                    |         | Bílov                                           | Nowy Jiczyn   | 345 m n.p.m.     | 62,3m           | 2005 r.       | [ 13 ]        |
| Wieża widokowa Kozubová (kaplica św. Anny)                 |         | Kozubová okolice Łomny Dolnej                   | Frydek-Mistek | 982 m n.p.m.     | 18m             | 1936-37 r.    | [ 14 ]        |
| Wieża widokowa Hansa Kudlicha                              |         | Úvalno                                          | Bruntál       | 400 m n.p.m.     | 22m             | 1913 r.       | [ 15 ]        |
| Wieża widokowa Landek                                      |         | Ostrawa                                         | Ostrawa       | 280 m n.p.m.     | 8m              | 1998 r.       | [ 16 ]        |
| Schronisko turystyczne z wieżą widokową na Małej Praszywie |         | Mała Praszywa okolice Raszkowic                 | Frydek-Mistek | 706 m n.p.m.     | 15m             | 1920-21 r.    | [ 17 ]        |
| Wieża widokowa Nowa Wieś                                   |         | Dolní Moravice                                  | Bruntál       | 845 m n.p.m.     | 31,3m           | 2014 r.       | [ 18 ]        |
| Wieża widokowa Okrouhlá                                    |         | Okrouhlá okolice Staříč                         | Frydek-Mistek | 373 m n.p.m.     | 55m             | 2006 r.       | [ 19 ]        |
| wieża widokowa na Olszowej                                 |         | Odry                                            | Nowy Jiczyn   | 475 m n.p.m.     | 17,2m           | 2014 r.       | [ 20 ]        |
| Wieża Nowego Ratusza w Ostrawie                            |         | Ostrawa                                         | Ostrawa       | 210 m n.p.m.     | 86m             | 1930 r.       | [ 21 ]        |
| Wieża telewizyjna Praděd                                   |         | Pradziad okolice Karlovej Studánki              | Bruntál       | 1 492 m n.p.m.   | 162m            | 1980 r.       | [ 1 ]         |
| Wieża widokowa Šance                                       |         | Hradec nad Moravicí                             | Opawa         | 522 m n.p.m.     | 13m             | 2005 r.       | [ 22 ]        |
| Wieża widokowa Šibenice                                    |         | Stěbořice                                       | Opawa         | 375 m n.p.m.     | 12,7m           | 2019 r.       | [ 23 ]        |
| Wieża widokowa na Skałce                                   |         | Holčovice                                       | Bruntál       | 755 m n.p.m.     | 20,5m           | 2013 r.       | [ 24 ]        |
| Wieża widokowa Strážnice                                   |         | Liptaň                                          | Bruntál       | 494 m n.p.m.     | ok. 8m          | 2003 r.       | [ 25 ]        |
| Wieża widokowa w Szobiszowicach                            |         | Szobiszowice                                    | Frydek-Mistek | 350 m n.p.m.     | brak informacji | 2004 r.       | [ 26 ]        |
| Wieża widokowa Tetřev                                      |         | okolice Mostów koło Jabłonkowa                  | Frydek-Mistek | 944 m n.p.m.     | 10m             | 2011 r.       | [ 27 ] [ 28 ] |
| Wieża widokowa Truba                                       |         | Štramberk                                       | Nowy Jiczyn   | 450 m n.p.m.     | 23m             | 1903 r.       | [ 29 ]        |
| Wieża widokowa na Velkým Roudným                           |         | Velký Roudný okolice Roudna                     | Bruntál       | 780 m n.p.m.     | 20m             | 2007 r.       | [ 30 ]        |
| Wieża widokowa na Wielkiej Czantorii                       |         | Wielka Czantoria okolice Nydka                  | Frydek-Mistek | 995 m n.p.m.     | 29m             | 2002 r.       | [ 31 ]        |
| Wieża widokowa na Wielkim Jaworniku                        |         | Wielki Jawornik okolice Frenštátu pod Radhoštěm | Nowy Jiczyn   | 918 m n.p.m.     | 25,9m           | 2013 r.       | [ 32 ]        |